# 렉스 리드
렉스 리드(Rex Reed, 1938년 10월 2일 ~ )는 미국의 배우, 영화배우, 저널리스트이다.
포트워스에서 태어났다.

## 영화
- 목격자 (2002년)
- 로스트 인 아메리카 (1985년)
- 오! 인천 (1981년)
- 슈퍼맨 (1978년)